# Giuseppe Fabbrini (Komponist)
Giuseppe Fabbrini (* vor 1660 in Siena; † 20. November 1708 in Siena) war ein italienischer Komponist, Organist, Kapellmeister und Musikpädagoge des musikalischen Barock.

## Leben und Wirken
Giuseppe Fabbrini wurde wahrscheinlich in der ersten Hälfte des 17. Jahrhunderts geboren. Man nimmt an, dass er dem Jesuitenorden angehörte. Ab 1671 wirkte er in der Kathedrale von Siena – zunächst als Organist und von 1685 bis 1708 als Kapellmeister (mit einer nochmaligen Organistentätigkeit in den Jahren 1705 und 1706). Fabbrini unterrichtete als Lehrer am Collegio Tolomei Siena, das von Jesuiten geleitet wurde. Viele junge Menschen aus Adelskreisen und angesehenen Familien ganz Italiens wurden dort ausgebildet. Fabbrini komponierte außer geistlichen Werken auch Opern für das Theater des Collegio und war ebenfalls Mitglied der Accademia dei Rozzi.
Leider gingen die meisten seiner Werke verloren. Sein Librettist war überwiegend der berühmte Girolamo Gigli.

## Werke (Auswahl)

### Opern
- Coriolano (1706)
- L’Eudossia (1696)
- La Fede ne’ Tradimenti (1689)
- La Forza d’Amore
- La Forza del Sangue e della Pieta (1686)
- La Genefieva (1688)
- Lodovico Pio (1687)
- Prolog und Air zu „L’honesta negli amori“ von Alessandro Scarlatti (1690)

### Oratorien und geistliche Musik
- Il Cielo, la Terra, L’Abisso Prostrati al Nome ineffabile di Giesù (1680)
- La Gloria del Nome di Giesu (1689)
- La Madre de Maccabei (1688)
- Il Martirio di Sant’Adriano (1690)
- Santo Ermenegildo (1689)
- La Via della Gloria (1694)
- Messen, Introiti, Antiphone, Psalmen, Hymnen[2][3][4][5]